# Чуюнчи (Белогорский район)
Чуюнчи́ (укр. Чуюнчи, крымскотат. Çoyunçı, Чоюнчы) — исчезнувшее село в Белогорском районе Республики Крым, на территории Зуйского поссовета. Располагалось на юго-западе района, в предгорье Главной гряды Крымских гор, в верховьях долины реки Зуя, примерно в 1 километре южнее современного села Курортное.

## История
Первое документальное упоминание села встречается в Камеральном Описании Крыма… 1784 года, судя по которому, в последний период Крымского ханства Чоюнчу входила в Борулчанский кадылык Карасубазарского каймаканства. После присоединения Крыма к России (8) 19 апреля 1783 года, (8) 19 февраля 1784 года, именным указом Екатерины II сенату, на территории бывшего Крымского Ханства была образована Таврическая область и деревня была приписана к Симферопольскому уезду. После Павловских реформ, с 1796 по 1802 год, входила в Акмечетский уезд Новороссийской губернии. По новому административному делению, после создания 8 (20) октября 1802 года Таврической губернии, Чуюнчи был включён в состав Аргинской волости Симферопольского уезда.
По Ведомости о всех селениях в Симферопольском уезде состоящих с показанием в которой волости сколько числом дворов и душ… от 9 октября 1805 года в деревне Чуюнчи числилось 9 дворов и 54 жителя, исключительно крымских татар. На военно-топографической карте генерал-майора Мухина 1817 года обозначена Чуюнча с 10 дворами. После реформы волостного деления 1829 года Чуюнчи, согласно «Ведомости о казённых волостях Таврической губернии 1829 года», остался в составе преобразованной Аргинской волости. На карте 1842 года обозначена условным знаком «малая деревня», то есть, менее 5 дворов.
В 1860-х годах, после земской реформы Александра II, деревню приписали к Зуйской волости. В «Списке населённых мест Таврической губернии по сведениям 1864 года» деревня уже не записана, а на трёхверстовой карте Шуберта 1865—1876 года в небольшой деревне Чуунча обозначено 6 дворов). На верстовой карте 1890 года в деревне также обозначен хутор Чуюнчи без указания числа дворов. Далее в доступных документах селение не встречается.